# Mascherato per uccidere
Mascherato per uccidere (titolo originale Disguise for Murder), pubblicato in Italia anche con il titolo La sciarpa attorcigliata, L'assassino è uscito per ultimo, e Il mistero del foulard annodato, è la quattordicesima novella gialla di Rex Stout con Nero Wolfe protagonista.

## Storia editoriale
Il racconto fu pubblicato per la prima volta nel numero di settembre 1950 sulla rivista The American Magazine con il titolo The Twisted Scarf e in formato libro nella raccolta Curtains for Three nel 1951.

## Trama
L'editore della Gazette convince Nero Wolfe ad ospitare nella propria serra i membri del Manhattan Flower Club. Mentre duecento visitatori apprezzano le famose orchidee, una donna viene strangolata nell'ufficio dell'investigatore. Wolfe si scontra con l'ispettore Cramer che appone i sigilli allo studio, tagliando fuori Wolfe dai suoi libri e dalla sua poltrona preferita. L'investigatore decide quindi di risolvere il caso da solo, tendendo una trappola al probabile colpevole.

### Personaggi principali
- Nero Wolfe: investigatore privato
- Archie Goodwin: assistente di Nero Wolfe e narratore di tutte le storie
- Fritz Brenner: cuoco e maggiordomo
- Theodore Horstmann: giardiniere di Nero Wolfe
- Saul Panzer: investigatore privato
- Cynthia Brown: criminale di professione
- Percy Brown: complice di Cynthia
- Homer N. Carlisle: vicepresidente della North America Foods Company
- Signora Carlisle: moglie di Homer
- Gene Orwin: avvocato
- Mimi Orwin: madre di Gene
- Bill McNab: giornalista della Gazette
- Malcolm Vedder: attore
- Nicholas Morley: psichiatra
- Cramer: ispettore della Squadra Omicidi
- Purley Stebbins: sergente della Squadra Omicidi
- Rowcliff: tenente della Squadra Omicidi

## Critica
"Stout gioca in modo leale con gli indizi; in effetti, l'indizio chiave è ingegnosamente collocato in piena vista. Comunque i lettori moderni potrebbero farselo sfuggire se dimenticano che la storia si svolge nel 1950. Questa è una storia avvincente e intensa, con soltanto piccoli spunti di umorismo per rompere la tensione. Se Stout avesse eliminato una lunga e melodrammatica scena di azione, tagliato alcuni interrogatori troppo lunghi e chiarito alcuni dei comportamenti dei personaggi, Disguise for Murder sarebbe stata una storia breve quasi perfetta e una preferita dei compilatori di antologie."
"Disguise for Murder (1950) ha una trama gialla solida e una buona narrazione. L'idea principale della trama è una utilizzata molto tempo prima da Ellery Queen. Comunque, Stout escogita un indizio originale. L'esistenza di questo indizio è evidenziata per il lettore da Archie che parla di come Nero Wolfe, ma nessun altro, abbia individuato l'indizio. Questa è una sorta di meta struttura imposta alla storia. Ci sono anche due buoni indizi sul delitto che ha luogo prima dell'inizio della storia. Una lunga sezione di azione e di suspense nella seconda metà è presa di peso dalla tradizione delle riviste pulp. Questo è un tratto atipico per Stout, che però dimostra di saper scrivere bene questo genere."

## Opere derivate
Il racconto è stato adattato come seconda parte dell'episodio Nero Wolfe: ospiti indesiderabili, facente parte della serie televisiva Nero Wolfe prodotta dall'emittente televisiva A&E Network, trasmesso per la prima volta il 17 giugno 2001, con Maury Chaykin nel ruolo di Nero Wolfe.

## Edizioni
- Rex Stout, La sciarpa attorcigliata, collana I gialli di Ellery Queen, Garzanti, 1951,  p. 96.
- Rex Stout, Il mistero del foulard annodato, in: "Super Hitchcock: 33 Storie del brivido", collana Omnibus gialli, Arnoldo Mondadori Editore, 1976,  p. 453.
- Rex Stout, Mascherato per uccidere, in "Buon anno con Nero Wolfe", traduzione di Laura Grimaldi, collana Supergiallo Mondadori (n. 24), Arnoldo Mondadori Editore, 2002,  p. 333, ISSN 1123-0797 (WC · ACNP).